# Piazza Slavjanskaja
Piazza Slavjanskaja (in russo Славянская площадь?, Slavjanskaja ploščad), altresì nota dal 1924 al 1991 come lato settentrionale di Piazza Nogina (in russo Площадь Ногина?, Ploščad' Nogina), è una piazza del quartiere Tverskoj di Mosca. Il lato meridionale dell'ex Piazza Nogina è oggi denominato Piazza delle Porte dei Barbari (in russo Площадь Варварских Ворот?, Ploščad' Varvarskich Vorot).
Queste ultime due piazze separano il centro di Kitaj-gorod dal quartiere Taganskij ad est. Sono quindi collegate all'ulica Varvarka (ad ovest), all'ulica Soljanka (ad est), al Kitajgorodskij proezd (a sud), alla Staraja ploščad' e al Lubyansky proezd (a nord), completando il semicerchio delle piazze centrali di Mosca attorno al Cremlino e a Kitaj-gorod.

## Storia
L'area venne urbanizzata intorno al XV secolo, mentre il muro di Kitaj-gorod fu eretto negli anni '30 del XVI secolo su di una collina rialzata. La Chiesa di Tutti i Santi era stata invece costruita negli anni '80 del Quattrocento e venne successivamente ricostruita nel Seicento.
Sino al 1934, i territori all'interno delle mura si svilupparono separatamente dal resto della città, conservando la caratteristica congestione medievale fino al tardo Ottocento, nonostante i numerosi piani di riqualificazione di Kitaj-gorod. Nel 1890, la Società dei Mercanti di Mosca consolidò i blocchi all'interno del muro e costruì una serie di maestosi edifici per uffici, in particolare Porta Bojarsky di fronte a porta Varvarka e piazza Staraja (opera di Fëdor Šechtel'); il numero 4 di piazza Staraja, che sarebbe divenuto il quartier generale del Partito Comunista dell'Unione Sovietica (di Vladimir Šervud); nonché Porta Delovoj (di Ivan Kuznecov). La piazza e la via Soljanka acquisirono fulgidi esempi di tardo Art Nouveau e neoclassicismo russo, pur non riuscendo gli architetti ad ottenere i permessi necessari per la demolizione del muro.
Le due piazze acquisirono la loro forma attuale nel 1934, quando lo Stato sovietico demolì la torre di Kitai-gorod che bloccava l'uscita da via Varvarka e il muro della fortezza tra piazza Staraja e Kitajskij prozed. I resti della torre sono oggi visibili in un vestibolo sotterraneo della stazione della metropolitana Kitaj-Gorod.
Il Monumento ai Santi Cirillo e Metodio, opera dello scultore Vjačeslav Klykov, è stato inaugurato in epoca recente, nel 1992, sul viale diretto a nord.
Piazza Slavjanskaja costituisce oggi un consueto punto di partenza per le manifestazioni di protesta pubbliche.